# Bucellarii
Bucellarii (lat. mno. od bucellarius; doslovno "biskvitojedci", {grčki:Βουκελλάριοι) je naziv za postrojbu iz razdoblja zadnjih stoljeća Rimskog Carstva i Bizanta. Latinsko ime dolazi od riječi bucella koja znači kolut kolača bolje kakvoće nego običan vojnički kruh. Time se vidi iz samog imena da su ovi unajmljeni vojnici bili povlaštena tretmana u odnosu na običnu vojsku.
Država nije podupirala ove postrojbe, nego su u biti bile više kao osobna postrojba, obično netkog kao što je general ili guverner. 
Općenito su ove postrojbe bile male veličinom i brojnošću. No, bilo je iznimaka. To je posebice bilo važno tijekom brojnih građanskih ratova, kada su narastale do preko nekoliko tisuća ljudi. Zapravo su bile male privatne vojske koje su opremali i plaćali bogati utjecajni ljudi.
Kao takve su često bile bolje uvježbane, opremljene i motivirane nego obični vojnici tog vremena.
Bizantski vojskovođa Belizar je u 6. stoljeću za vrijeme ratovanja za Justinijana I. angažirao 7 tisuća bucelarija. Do tada su bucelariji već bili vrlo dobro integrirani u glavninu rimske vojske, pa se taj izraz uskoro upotrebljavao i za dobro opremljene konjaničke postrojbe.
Stoga je u 7. stoljeću, kad su vojno popunidbena područja bila formirana prema sustavu tema, jedna od prvih themata je bila Boukellariōn koja se nalazila na području Paflagonije i Galacije, a sjedište je imala u Angori.